# Paroigolaimella bernensis
Paroigolaimella bernensis är en rundmaskart. Paroigolaimella bernensis ingår i släktet Paroigolaimella och familjen Diplogasteridae. Inga underarter finns listade i Catalogue of Life.